# 黎明蟹屬
黎明蟹屬（學名：Matuta）是短尾下目（螃蟹）饅頭蟹總科黎明蟹科的一個屬。本屬過往還包括其他近似但難以歸類的物種，但隨着近年這些物種的近親的發現，現時均獨立出去成為各自一屬，例如：伊神蟹屬。
黎明蟹屬的學名來自古羅馬象徵黎明的女神馬圖塔。

## 物種
本屬包括以下六個物種
- 彭氏黎明蟹 Matuta banksi Leach, 1817
- Matuta circulifera Miers, 1880
- 红线黎明蟹 Matuta planipes Fabricius, 1798
- Matuta purnama Lai & Galil, 2007
- 頑強黎明蟹 Matuta victor (Fabricius, 1781)：又名勝利黎明蟹
- Matuta victrix